# エクソダスギルティー
『エクソダスギルティー』(英語: EXODUS Guilty)は、Abelが開発し、imadioが1998年11月26日に販売した、PlayStation用のアドベンチャーRPGである。
パッケージには、『100万人が泣いた!菅野ひろゆき感動の最新作。エクソダスギルティー。』とのキャッチフレーズが付されている。
本作は後に様々な形でリメイクされている。
2001年5月31日にはDreamcastにて、声優によるキャラクターボイス(CV)を追加した『エクソダスギルティー·ネオス』(英語: EXODUS Guilty NEOS)が発売された。
そして、Abelsoftwareから、Windows向けにボイスと性描写を追加した『エクソダスギルティー·オルタナティブ』(英語: EXODUS Guilty alternative)が2002年12月5日に、次いで、DVDPGにて『エクソダスギルティー·バージナル』(英語: EXODUS Guilty Virginal)が、現代編、過去編、未来編の3部構成で発売された。
同じ場所の、過去、現在、未来の3つの時代をザッピングしながら複雑に絡みあった謎を解き明かすトレジャーハンターとなる。3つの時代の冒頭には、それぞれアニメーションが用意されている。
亡くなった菅野ひろゆきの一周忌を追悼して2013年1月18日に限定販売された『菅野ひろゆきメモリアル』にも、本作が収録されている。

## ストーリー·キャラクター
- CVはDC/CDドラマの順。Win版では非公開につき、記載しない。未登場および声無しは「-」で表記。

現代編 A.D.2000
南ヨーロッパのとある遺跡発掘現場を舞台に、物語は進んでいく。
ノンライセンスながら超一流の腕を誇るトレジャーハンターのカスミは、失われたモーゼの十一戒目を求めてこの地を訪れた。
だが、宝を狙うのは彼だけではなかった。
- 真藤カスミ： CV 森久保祥太郎/-

現代編の主人公。金にはシビアだが優しい少年。平凡な学生。
- 橘曖： CV 飯塚雅弓/-

鈴奈の妹で調査を手伝いに同行。カスミとは幼なじみで、許婚顔をあわせるとケンカばかりしているが、カスミを心配している。
- 橘鈴奈： CV 井上喜久子/-

27歳の考古学者で舞台となる遺跡の発掘調査を仕切る才女。カスミとは旧知の仲で、お姉さん的存在。
- アルゲリーチ： CV 茂呂田かおる/-

関西弁のトレジャーハンター。狡猾な手口で多くの手柄をあげてきた。
- 真道マイカ： CV ゆきのさつき/-
- ホリニー： CV 小西克幸/-
- ワッツ(ファントム)： CV 荻原秀樹/-

レイナの助手。レイナの事を密かに慕っているが想いを伝えられずにいる。
- リヒテル： CV 青山穣/-
- ブナン： CV 佐藤晴男/-
- ベルマー

レイナの助手。自分より手柄の多いワッツのことを嫌っている。
- コスナー
- 男
- 老婆
- 女観光客
- 兵士A
- 兵士B
- 兵士C
- 兵士D

過去編 B.C.1200
神がまだその存在と力を世界に知らしめていた時代。
ウル·アークの長であるマーサは、神の生贄となることを拒み、四神官の1人であるフレアに処罰されてしまう。
病床のマーサは死期が近いことを悟り、息子のアーレスに最期の望みを託した。神に異を唱えるアーレスのことを神の使いを自称する4人の神官たちが執拗につけ狙い、行く手を阻もうとする。
- アーレス(ザザン)： CV 緑川光/緑川光

過去編の主人公。人々を苦しめる神の意志に疑問を持ち、神を説得するため聖地へと旅立つ大地の剣士。
- マーサ： CV 井上喜久子/-

ウル・アークという集落の長。神への生贄を拒んだため、火の神官に身体を焼かれて重傷を負う。
- ウィル： CV ゆきのさつき/-

プレン・アークという集落に住む18歳の女の子。華麗な舞いで神々の歌声を人々に知らしめる"神の唄"の称号を持つ。自分から話すことがあまりない。
- フレア： CV 浅井晴美/-

世界を統べる4神官の1人。火を司る神の使いの女性。
- アクア： CV ゆかな/-
- ウィンディ： CV 村井かずさ/-
- クエイク： CV 小西克幸/-
- ディー： CV 佐藤晴男/-
- トレディアン
- ジジ： CV 茉雪ちづる/松沢幸
- 母なる心(デ·ス)： CV 井上喜久子/-
- 女性
- 赤ん坊
- 村人
- 門番

未来編 A.D.13800
世界を滅ぼした"審判の日"から300余年が経った時代。
多くの土地が酸の海に没し、ほんの僅かな場所を除いて全ての緑は枯れ果てた。
シティ·ギルドで花屋の娘として育てられたスィーは、18歳の誕生日に、自分が最期の王女であることを知る。
- スィー： CV 堀江由衣/堀江由衣

未来編の主人公。王家のしきたりで身分を知らされず、18歳まで花屋の娘として育てられた。
- ラーライラ： CV 長沢美樹/長沢美樹

どこか冷たい印象のあるスィーの護衛役の女性。いつでもスィーに付き従っていて、彼女の命令なら死ぬことすら恐れない。
- ティティ： CV 笹島かほる/小西寛子
- リリーヌ： CV 冬馬由美/冬馬由美

ザザンに身も心も捧げ仕える王侯騎士団の1人。鞭を使って攻撃する。
- リリィ： CV ゆかな/かないみか
- タツタ： CV くまいもとこ/くまいもとこ
- レイルル： CV 冬馬由美/-
- ネーネ

スィーの乳母で育ての親。スィーに王室に仕えていたことを話した直後、ザザンに殺される。
- イーナ： CV 大橋隆昌

ザザンの部下。城下町シティ・ギルドに住んでいる。
- イー： CV 青山穣
- ウー
- 兵士A
- 兵士B
- 兵士

(全編共通)
- (ナレーション)

WING編
『エクソダスギルティー·オルタナティブ』のみの追加エピソード

## システム
本作は、同じ地域ながら異なる3つの時代の3人の主人公の視点を切り替えながら物語を進めていく「マルチタイム·ザッピングシステム」と題したザッピング方式を採用しており、多くの謎や世界観が3つの時代を互いに結び付いた展開になる壮大なストーリーになっている。
また、「調べる」や「話す」といった基本的な行動は全て自動で行なわれ、プレイヤーが操作するのは「移動」や「アイテムの使用」程度と、菅野ひろゆきが手掛ける作品の中ではシンプルなシステムとなっている。
なお、プレイヤーはクリアまでの特定条件に応じて最低のランク1「パール·ハンター」から、ランク2「エメラルド·ハンター」やランク3「サファイヤ·ハンター」およびランク4「ルビー·ハンター」を経て、最高位のランク5「ダイアモンド·ハンター」までの5段階でランク付けされ、その結果に応じてEXTRAモードの特典が開放される。

## 評価
ファミ通DCのクロスレビューでは、『エクソダスギルティー·ネオス』の得点は22点(7点+8点+7点)。
完成されたシナリオとそれにマッチしたイラスト、新イベントのグラフィックがあまり長くない期間ながら進歩を感じる、オプションが充実している、フルボイス化されている、といったところが賞賛された。
その一方で、ストーリーを進めるためにボタンを押してるだけになりがちなためにゲーム性がやや希薄で、セールスポイントのザッピングポイントがうまく機能していない、といった指摘があった。
Anime News Networkのレビューで、『EXODUS Guilty』(Vol.1 Present)はDのスコアを与えられた。
ストーリーについては、会話が多くて進行が遅く、ときにはそれが変にも感じられる、セーブ機能が無いために章ごとに再開する必要がある、字幕の翻訳が英語のネイティブスピーカーによるものではないように感じる、言葉遣いは好いが文法やスペルに多くの間違いが有る、一部存在する吹き替え部分でも正確に翻訳されていない、といったことが挙げられた。
その一方で本作の、カバーアートは良くストーリーは諄い部分もあるが価格からすれば良い、と評価された。

## 製品群
ゲーム (Abelsoftware·Abel)
- エクソダスギルティー·オルタナティブ (2003年11月27日 (21年前))
  - エクソダスギルティー·ネオス (店舗購入特典のテレホンカードあり) (2001年5月31日 (24年前))
  - エクソダスギルティー (初回購入特典「攻略ガイド&マップ」あり) (CD型置時計付属の限定版仕様あり) (1998年11月26日 (26年前))

DVDPG (Abelsoftware)
- エクソダスギルティー·バージナル
  - Vol.1 現代編 (2003年11月27日 (21年前))
  - Vol.2 過去編 (2003年11月27日 (21年前))
  - Vol.3 未来編 (2003年12月11日 (21年前))
- EXODUS Guilty （英語） (HIRAMEKI International Group)
  - Vol.1 Present
  - Vol.2 Past
  - Vol.3 Future

ファンブック
- エクソダスギルティー·ネオス 公式ガイドブック (エンターブレイン 2001年5月31日 (24年前))
- エクソダスギルティー ワールドガイダンス (ソフトバンクパブリッシング 1999年4月1日 (26年前))

ドラマコレクション (パイオニアLDC)
- EXODUS Guilty CDドラマコレクション (1999年3月25日 (26年前))

ライトノベル (ENIX)
- エクソダスギルティー (Gファンタジーノベルズ)
  - 上巻 (1999年3月1日 (26年前))
  - 下巻 (1999年4月1日 (26年前))

漫画 (ENIX)
- エクソダスギルティー (Gファンタジーコミックス) (1999年9月1日 (25年前))

サウンドトラック (バンダイ·ミュージックエンタテインメント)
- EXODUS Guilty オリジナルサウンドトラック (1999年2月5日 (26年前))

各種グッズ

## 制作スタッフ
- 監督·脚本: 菅野ひろゆき
- キャラクターデザイン: 田島直·CARNELIAN[注 1]
- 音楽: 佐藤龍一·熊谷美緒